# Лохманиця
Лохмани́ця — річка в Україні, у межах Іллінецького району Вінницької області. Ліва притока річки Білка (притока Собу, басейн Південного Бугу). Бере початок на сході від села Привільне. Тече через село Іванівка. Впадає у Білку за 5 км від гирла. Довжина — 7 км. Має притоку Вербова.